# 21 décembre 1950
Le jeudi 21 décembre 1950 est le 355e jour de l'année 1950.

## Naissances
- Albert Ogien, sociologue français, chercheur au CNRS
- Aldo Parecchini, cycliste italien
- Conrado Pérez, joueur de basket-ball cubain
- Eusebio Juaristi, chimiste mexicain
- Gilles Tautin (mort le 10 juin 1968), homme politique français
- Giordano Bruno Guerri, écrivain, journaliste et historien italien
- Lillebjørn Nilsen, chanteur norvégien de musique folk et de musique populaire
- Marcel Foucat (mort en octobre 2004), athlète français
- Marouba Fall, romancier, poète et dramaturge sénégalais
- Thomas Hürlimann, écrivain suisse
- Tomás Herrera Martínez, joueur de basket-ball cubain
- Tom Tillemans, linguiste néerlandais

## Décès
- Carlo Alberto Salustri (né le 26 octobre 1871), poète italien
- Edwin Foster Coddington (né le 24 juin 1870), astronome américain
- Ernest Closson (né le 12 décembre 1870), musicologue, conservateur de musée et compositeur belge
- Ernest Joseph Marie Vila (né le 7 juillet 1898), militaire français
- Hattie Caraway (née le 1 février 1878), personnalité politique américaine
- Joseph Apesteguy (né le 20 mai 1881), champion de pelote basque
- Konrad von Preysing (né le 30 août 1880), cardinal de l'Église catholique romaine
- Lee Martin (né le 7 février 1870), personnalité politique néo-zélandaise
- Paul Haviland (né le 17 juin 1880), photographe français